# Almanacco d'autunno
Almanacco d'autunno (Őszi almanach) è un film del regista ungherese Béla Tarr, distribuito nel 1984.
Almanacco d'Autunno è ambientato in un unico appartamento, e racconta il dramma e i rapporti di differenti personaggi che si trovano a vivere nella stessa dimora. Girato a colori, il film segna lo spartiacque tra la prima fase della filmografia di Béla Tarr, caratterizzata da un ampio uso della camera a mano e dei primi piani, e la seconda fase della sua carriera, inaugurata col successivo film Perdizione, caratterizzata da ritmi molto lenti e lunghi piani sequenza.

## Trama
Hedi (Hedi Temessy) è una ricca anziana ormai in decadenza. Dopo aver trascorso molti anni della sua vita in compagnia del figlio Janos (Janos Derzsi), ormai malata e spaventata dall'idea della morte e della solitudine, sente necessità di compagnia. Nell'appartemento, un tempo fasto, ora austero e malinconico, giunge dunque l'infermiera Anna, inizialmente invaghita di Janos. Nella casa vivono dunque Heidi, suo figlio Janos (Janos Derzsi), l'infermiera Anna e due pensionanti maschi: un anziano professore, Tibor (Pal Hetenyi), che ama Hedi, e un uomo più giovane, Miklos (Miklos Szekely), nuova fiamma dell'infermiera Anna. 
Il film segue le relazioni emotivamente e fisicamente violente tra i cinque personaggi, portando a galla tradimenti, menzogne e doppiogiochismi.
Heidi e Janos, madre e figlio, si odiano a vicenda ed entrambi giurano di uccidersi l'un l'altro: Janos è un figlio sprovveduto, disoccupato, violento e mantenuto dalla madre, a cui chiede continuamente denaro.  L'infermiera Anna, invece, ha portato il suo nuovo compagno Miklos a vivere nell'appartamento di Heidi, e durante le giornate si prende cura di quest'ultima, facendole le iniezioni di cui necessita.
Nella casa vive anche Tibor, un anziano professore in pensione, disilluso, derelitto e con problemi di alcolismo: Tibor è invaghito di Heidi, con cui si intrattiene in lunghe discussioni sul senso della vita, sull'amore e sulle relazioni. L'anziano professore, in un momento di ebbrezza, confessa a Janos l'amore che prova per la madre, invitandolo a trattarla con rispetto, ma Janos non accetta la sua morale e i due si scontrano fisicamente. Dopo la lite, Tibor si sfoga con Anna, raccontandole i suoi dissidi interiori, e i due finiscono per avere un rapporto sessuale. Anna decide di raccontare il fatto a Heidi, temendo che questa possa reagire male: Heidi tuttavia si dimostra molto pacata e comprensiva. Tuttavia, più tardi, in una conversazione personale tra Heidi e Miklos, l'anziana donna confesserà all'uomo il tradimento di sua moglie. Poco dopo Heidi informa Tibor di essere a conoscenza di ciò che è accaduto tra lui e Anna, invitandolo severamente ad evitare nuovamente tali atteggiamenti che potrebbero mettere a repentaglio l'equilibrio di tutti i coinquilini. Successivamente Miklos, venuto a sapere del tradimento di Anna, aggredisce Tibor e malmena: adirato per il tradimento della moglie, rifiuterà anche le sue avances. Anna ha dunque una lite con Janos, che termina con un abuso sessuale sulla donna, un tempo compagna del giovane figlio di Heidi. L'equilibrio dei coinquilini inizia ad incrinarsi e inizia a delinearsi il doppio viso di tutti i personaggi: Janos dipende da sua madre, ma la maltratta, Anna tradisce il suo compagno. Anche Tibor è bifronte: professa di amare Hedi, ma le ruba un braccialetto prezioso e lo impegna per pagare un debito. Miklos, dopo aver spiato la lite tra Janos e Tibor in cui quest'ultimo rivela di aver messo in pegno il braccialetto rubato a Heidi, riferisce la cosa all'anziana donna.
Heidi denuncia quindi Tibor, che viene arrestato. Il film si conclude con i quattro membri rimanenti che si preparano per il matrimonio di Anna e Janos: l'equilibrio pare essere stato ristabilito, ma è un'illusione fittizia: Miklos e Anna fingono di dimenticare i reciproci tradimenti e torti e ballano, mentre Heidi, distaccata, abbraccia il figlio in lacrime.